# Yuri Lowenthal
Yuri Lowenthal, född 5 mars 1971 i Alliance, Ohio, är en amerikansk skådespelare främst känd för sitt arbete med animerade tv-serier och filmer. Några av hans framträdande roller i anime och animerade serier inkluderar Sasuke Uchiha i Naruto-serien, den tonårige Ben Tennyson i Ben 10-serien, Superman i Legion of Superheroes och Simon i Gurren Lagann. Inom TV-spelgenren gjorde han rösten till The Prince i Ubisofts Prince of Persia-serien, The Player i Insomniac Games Sunset Overdrive, Sandal i Dragon Age och Alucard i Castlevania-serien.
Lowenthal äger ett produktionsbolag vid namn Monkey Kingdom Productions tillsammans med sin fru Tara Platt. De har producerat flera spelfilmer och en webbserie vid namn Shelf Life. Han är författaren till böckerna Voice-Over Voice Actor on VO och Tough City som en del av en 72-timmars romanskrivartävling. Han gjorde live-actionframträdanden i TV-serierna Terminator: The Sarah Connor Chronicles, Hawaii Five-O och Criminal Minds.

## Filmografi

### Anime-roller
| Titel                                   | Karaktär | Noter       |
| --------------------------------------- | --- | ----------- |
| Afro Samurai                            | Kuma | [ 2 ] [ 1 ] |
| Afro Samurai: Resurrection              | Kuma | [ 2 ] [ 1 ] |
| Battle B-Daman                          | Berkhart, Sigma                                                                                                  |             |
| Bleach                                  | Keigo Asano, Renji Abarai (som ung), Byakuya Kuchiki (som ung), Shinobu Eishima, Kaoru Unagiya, Olika röstroller |             |
| Blue Dragon                             | Shu |             |
| Bobobo-bo Bo-bobo                       | Rice, Megafan |             |
| Bottle Fairy                            | Sensei |             |
| Boys Be...                              | Takuya Yokota | Avsnitt: 10 |
| Buso Renkin                             | Shinobu Negoro, Victor, Washio                                                                                   |             |
| Code Geass: Lelouch of the Rebellion    | Suzaku Kururugi                                                                                                  |             |
| Code Geass: Lelouch of the Rebellion R2 | Suzaku Kururugi                                                                                                  |             |
| Cromartie High – The Movie              | Ichiro Yamamoto, Mashiba                                                                                         |             |
| Cybuster                                | Ken |             |
| Daphne in the Brilliant Blue            | Sho Mizuki, Kevin, Billy                                                                                         |             |
| DearS                                   | Khi |             |
| Digimon Data Squad                      | Neon (Ep. 8) |             |
| Duel Masters                            | Robbie Rotten (Season 2.0)                                                                                       |             |
| Durarara!!                              | Shinra Kishitani                                                                                                 |             |
| Ergo Proxy                              | Daedalus Yumeno                                                                                                  |             |
| Eyeshield 21                            | Sena Kobayakawa                                                                                                  |             |
| Fafner of the Azure                     | Koyo Kasugai |             |
| Gankutsuou: The Count of Monte Cristo   | Raoul de Chateau Renard                                                                                          |             |
| Ghost Talker's Daydream                 | Mitsuru Fujiwara                                                                                                 |             |
| Girls Bravo                             | Yukinari Sasaki                                                                                                  |             |
| Grenadier                               | Furon |             |
| GUN X SWORD                             | Joshua Lundgren                                                                                                  |             |
| Gurren Lagann                           | Simon |             |
| Hare+Guu                                | Waji |             |
| Honey and Clover                        | Yūta Takemoto |             |
| Hellsing Ultimate                       | Pip Bernadotte, Maxwell (som ung)                                                                                | [ 4 ] [ 5 ] |
| Idaten Jump                             | Sho Yamato |             |
| Kamichu                                 | Yashima |             |
| Karas                                   | Ken |             |
| Kyo Kara Maoh                           | Yuri Shibuya (som Jimmy Benedict)                                                                                |             |
| MÄR                                     | Alviss |             |
| Mars Daybreak                           | Kato Takigawa Jr.                                                                                                |             |
| Marmalade Boy                           | Ginta Suou |             |
| Mega Man Star Force                     | Zack Temple |             |
| The Melody of Oblivion                  | Sky Blue |             |
| Mobile Suit Gundam Unicorn              | Riddhe Marcenas                                                                                                  |             |
| Moribito: Guardian of the Spirit        | Toya |             |
| Monster                                 | Karl Neumann |             |
| Naruto                                  | Sasuke Uchiha | [ 1 ]       |
| Naruto: Shippuden                       | Sasuke Uchiha | [ 1 ]       |
| Nodame Cantabile                        | Kenji Tamaki, Tomohiro Kimura, Yamamoto, Noriyuki Takahashi, Yoshitaka Noda                                      |             |
| Noein                                   | Yū Gotō, Makoto Shinohara                                                                                        |             |
| Persona 4: The Animation                | Yosuke Hanamura                                                                                                  | [ 1 ]       |
| The Prince of Tennis                    | Katsuo Mizuno, Keigo Atobe                                                                                       |             |
| Rave Master                             | Haru Glory |             |
| Sailor Moon                             | Yuichiro Kumada (Viz Media dub)                                                                                  | [ 6 ]       |
| Saiyuki serien                          | Goku (som Jimmy Benedict, Reload & Gunlock)                                                                      |             |
| Scrapped Princess                       | Leopold Scorpus                                                                                                  |             |
| SD Gundam Force                         | Bakunetsumaru |             |
| Stitch!                                 | Tommy O |             |
| Tekkonkinkreet                          | Dawn |             |
| Tenkai Knights                          | Gen / Dromus |             |
| Tiger & Bunny                           | Barnaby Brooks Jr.                                                                                               | [ 7 ]       |
| Tokko                                   | Hiroki Rokujo |             |
| The Twelve Kingdoms                     | Seishu, Sekki |             |
| Ultra Maniac                            | Hiroki Tsujiai                                                                                                   |             |
| Zatch Bell!                             | Danny, Donpocho. Kory                                                                                            |             |

### Roller inom animerade serier
| Titel                                | Karaktär                                                              | Noter                                       |
| ------------------------------------ | --------------------------------------------------------------------- | ------------------------------------------- |
| Afterworld                           | Mr. Tanaka, Frank                                                     |                                             |
| A.T.O.M.                             | Silas Greene                                                          |                                             |
| Batman: The Brave and the Bold       | Mister Miracle, Bulletman, Övriga karaktärer                          | [ 1 ]                                       |
| Beware the Batman                    | Creed Courtman, Detective Thomas ( Avsnitt: "Choices")                |                                             |
| Ben 10: Alien Force                  | Ben Tennyson, olika karaktärer                                        | [ 1 ]                                       |
| Ben 10: Ultimate Alien               | Ben Tennyson, olika karaktärer                                        | [ 1 ]                                       |
| Ben 10: Omniverse                    | Ben Tennyson, olika karaktärer                                        | [ 1 ]                                       |
| El Chavo                             | Junior                                                                |                                             |
| Generator Rex                        | Ben Tennyson, Olika röstroller                                        | special Ben 10/Generator Rex: Heroes United |
| Huntik: Secrets & Seekers (Season 1) | Lok Lambert                                                           |                                             |
| Legion of Super-Heroes               | Superman, Superman-X / Kell-El, Stone Boy                             |                                             |
| Lost Treasure Hunt                   | Dex                                                                   |                                             |
| Monster High                         | Deuce Gorgon, Heath Burns (Season 1), Clawd Wolf, Gil                 |                                             |
| Regular Show                         | Adam, Guy 1                                                           |                                             |
| Riding Shotgun                       | Doyle                                                                 |                                             |
| Space Racers                         | Eagle                                                                 |                                             |
| Spectrobes                           | Rallen (webisodes)                                                    |                                             |
| ThunderCats                          | Emrick (Avsnitt: "Song of the Petalars")                              |                                             |
| TOME: Terrain of Magical Expertise   | Rubirules                                                             | [ 8 ] [ 9 ]                                 |
| TripTank                             | Olika karaktärer                                                      | [ 1 ]                                       |
| Turbo FAST                           | Director, Toy Store Guy                                               | [ 1 ]                                       |
| Wild Grinders                        | Goggles, Jack Knife, Spitball, Lackey (krediterad som Jimmy Benedict) |                                             |
| Winx Club                            | Ogron                                                                 |                                             |
| Wolverine and the X-Men              | Iceman/Bobby Drake                                                    |                                             |
| Young Justice                        | Garth, Icicle Jr, Tommy Terror, Lagoon Boy                            | [ 1 ]                                       |

### Live action-roller
| Titel                                   | Karaktär                                                                                | Noter         |
| --------------------------------------- | --------------------------------------------------------------------------------------- | ------------- |
| Alias                                   | Bishop's Driver (Avsnitt: "The Awful Truth")                                            |               |
| Close to Home                           | EMT (Avsnitt: "The Good Doctor")                                                        |               |
| Criminal Minds                          | Jake Ellison (Avsnitt: "The Stranger")                                                  |               |
| Gilmore Girls                           | Carl (Avsnitt: "He's Slippin' 'Em Bread...Dig?")                                        |               |
| Terminator: The Sarah Connor Chronicles | Christopher Garvin (Avsnitt: "Today Is the Day: Part 1" och "Today Is the Day: Part 2") |               |
| Warehouse 13: Grand Designs             | Nikola Tesla (Avsnitt: "Chapter 1" och "Chapter 7.5 (Bonus Chapter)")                   |               |
| Hawaii Five-0                           | Liam (Avsnitt: "Hoa Pili")                                                              | [ 10 ] [ 11 ] |

### Dokumentär-roller
| Titel                             | Karaktär   | Noter |
| --------------------------------- | ---------- | ----- |
| Adventures in Voice Acting        | Sig själv  |       |
| Films of Fury: The Kung Fu (2011) | Berättaren |       |

### Filmroller
| Titel                                                  | Karaktär                       | Noter |
| ------------------------------------------------------ | ------------------------------ | ----- |
| Axel: The Biggest Little Hero                          | Boca                           |       |
| Azumi                                                  | Ukiha                          |       |
| Back to the Sea                                        | Kevin                          | [ 1 ] |
| Batman: The Dark Knight Returns                        | Son of Batman                  | [ 1 ] |
| Bayonetta: Bloody Fate                                 | Luka Redgrave                  |       |
| Big Hero 6                                             | Olika röstroller               |       |
| Crows Zero                                             | Tamao Serizawa                 |       |
| Dear Dracula                                           | Kirk, Announcer, DJ            | [ 1 ] |
| Digimon Tamers: Battle of Adventurers                  | Kai Urazoe                     | [ 1 ] |
| Dino Time                                              | Max                            | [ 1 ] |
| Fatal Contact                                          | Kong                           |       |
| Final Fantasy VII: Advent Children Complete            | Inhabitants of Midgar Edge     |       |
| Legend of the Millennium Dragon                        | Jun Tendo                      |       |
| Love Like Bullets                                      | Eddie                          |       |
| Men in Black 3                                         | Knuckles                       |       |
| Monster High: Fright On                                | Deuce Gorgon, Gil, Mr. Rotter  |       |
| Naruto the Movie: Ninja Clash in the Land of Snow      | Sasuke Uchiha                  |       |
| Naruto Shippūden 2: Bonds                              | Sasuke Uchiha                  |       |
| Naruto Shippuden the Movie: The Will of Fire           | Sasuke Uchiha                  |       |
| Paprika                                                | Doctor Kōsaku Tokita           |       |
| Resident Evil: Degeneration                            | Senator's Bodyguard            |       |
| Road to Ninja: Naruto the Movie                        | Sasuke Uchiha                  |       |
| Robotech: The Shadow Chronicles                        | Marcus                         |       |
| Teen Titans: Trouble in Tokyo                          | Scarface, Japanese biker       |       |
| Tekkon Kinkreet                                        | Brother Dawn                   |       |
| Time of Eve                                            | Rikuo Sakisaka                 |       |
| The Arcadian                                           | Kraken                         |       |
| The Pirates Who Don't Do Anything: A VeggieTales Movie | Prince Alexander               |       |
| The Seance Hour: Evil Unleashed                        | the victim                     |       |
| The Swan Princess Christmas                            | Prince Derek (även författare) |       |
| The Swan Princess: A Royal Family Tale                 | Prince Derek (även författare) | [ 1 ] |
| Tiger & Bunny: The Beginning                           | Barnaby Brooks Jr.             |       |
| Tiger & Bunny: The Rising                              | Barnaby Brooks Jr.             |       |
| Silver Case                                            | Donnie                         |       |
| Van Von Hunter                                         | Van Von Hunter                 |       |

### Roller inom datorspel
| Titel                                            | Karaktär | Noter                                                              |  |
| ------------------------------------------------ | --- | ------------------------------------------------------------------ |  |
| .hack//G.U. vol.1//Rebirth                       | Haseo | [ 1 ]                                                              |  |
| .hack//G.U. vol.2//Reminisce                     | Haseo | [ 1 ]                                                              |  |
| .hack//G.U. vol.3//Redemption                    | Haseo | [ 1 ]                                                              |  |
| Ace Combat 6: Fires of Liberation                | Toscha Mijasik |                                                                    |  |
| Ace Combat: Assault Horizon                      | Sergei Illich |                                                                    |  |
| Ace Combat Zero: The Belkan War                  | Larry Foulke |                                                                    |  |
| Afro Samurai                                     | Jinnosuke/Kuma | [ 1 ]                                                              |  |
| Anarchy Reigns                                   | Zero, Edgar Oinkie, Olika röstroller                                                                                          | [ 1 ]                                                              |  |
| Ape Escape (serien)                              | Spike |                                                                    |  |
| Assassin's Creed II                              | Vieri De Pazzi | [ 1 ]                                                              |  |
| Armored Core: for Answer                         | Cube |                                                                    |  |
| Baten Kaitos Origins                             | Giacomo | [ 1 ]                                                              |  |
| Bayonetta                                        | Luka Redgreave | [ 1 ]                                                              |  |
| Bayonetta 2                                      | Luka Redgrave, Temperantia | [ 1 ]                                                              |  |
| Ben 10: Alien Force The Game                     | Ben Tennyson | [ 1 ]                                                              |  |
| Ben 10 Alien Force: Vilgax Attacks               | Ben Tennyson, Albedo | [ 1 ]                                                              |  |
| Ben 10 Alien Force: The Rise of Hex              | Benjamin Kirby Tennyson |                                                                    |  |
| Ben 10 Omniverse: The Game                       | Ben Tennyson, XLR8, Feedback                                                                                                  | [ 1 ]                                                              |  |
| Ben 10 Ultimate Alien: Cosmic Destruction        | Ben Tennyson, Ultimatrix, Evil Waybig, Albedo Ben                                                                             | [ 1 ]                                                              |  |
| Ben 10: Galactic Racing                          | Ben Tennyson | [ 1 ]                                                              |  |
| Ben 10: Omniverse 2                              | Ben Tennyson, XLR8 | [ 1 ]                                                              |  |
| BioShock 2                                       | Crawler | [ 1 ]                                                              |  |
| BioShock Infinite                                | Olika röstroller |                                                                    |  |
| BioShock Infinite: Burial at Sea                 | Olika röstroller |                                                                    |  |
| BlazBlue: Chrono Phantasma                       | Amane Nishiki |                                                                    |  |
| Brave Story: New Traveler                        | Rei/Ropple |                                                                    |  |
| Brütal Legend                                    | Gravediggers |                                                                    |  |
| Call of Duty 2                                   | Olika röstroller |                                                                    |  |
| Call of Duty: Advanced Warfare                   | Olika röstroller |                                                                    |  |
| Call of Duty: Black Ops                          | Brooks |                                                                    |  |
| Call of Duty: Black Ops 2                        | Olika röstroller |                                                                    |  |
| Call of Duty: Modern Warfare 2                   | Olika röstroller |                                                                    |  |
| Call of Duty: Modern Warfare 3                   | Olika röstroller |                                                                    |  |
| Call of Duty: Ghosts                             | Olika röstroller |                                                                    |  |
| Cartoon Network: Punch Time Explosion            | Ben Tennyson, Flapjack (3DS version), Numbuh One (3DS version)                                                                |                                                                    |  |
| Cartoon Network Universe: FusionFall             | Ben Tennyson, Albedo, Alien X                                                                                                 |                                                                    |  |
| Castlevania: The Dracula X Chronicles            | Alucard |                                                                    |  |
| Castlevania Judgment                             | Alucard |                                                                    |  |
| Castlevania: Harmony of Despair                  | Alucard |                                                                    |  |
| Catherine                                        | Tobias Nebbins | Nominerad-NAVGTR Award for Supporting Performance in a Drama, 2011 |  |
| Command & Conquer 3: Kane's Wrath                | Olika röstroller |                                                                    |  |
| Company of Heroes                                | Airborne (day) |                                                                    |  |
| Conception II: Children of the Seven Stars       | Olika röstroller |                                                                    |  |
| Cross Edge                                       | Razeluxe Meitzen |                                                                    |  |
| Dead or Alive 5                                  | Hayate/Ein |                                                                    |  |
| Dead or Alive 5 Ultimate                         | Hayate/Ein |                                                                    |  |
| Dead or Alive: Dimensions                        | Hayate/Ein | [ 1 ]                                                              |  |
| Destroy All Humans! 2                            | Dr. Go! |                                                                    |  |
| Diablo III                                       | Lorath Nahr, Olika röstroller                                                                                                 |                                                                    |  |
| Dirge of Cerberus: Final Fantasy VII             | Olika karaktärer |                                                                    |  |
| Disney Infinity                                  | Toy Box Narrator |                                                                    |  |
| Dissidia Final Fantasy                           | Cecil Harvey | [ 1 ]                                                              |  |
| Dissidia 012 Final Fantasy                       | Cecil Harvey | [ 1 ]                                                              |  |
| Dokapon Kingdom                                  | Olika röstroller |                                                                    |  |
| Dragon Age: Inquisition                          | Olika röstroller |                                                                    |  |
| Dragon Age: Origins                              | Sandal, Grey Warden (Elf-violent voice set), Finn (Witch Hunt DLC), Olika röstroller                                          |                                                                    |  |
| Dragon Age II                                    | Sandal, Pol |                                                                    |  |
| Dragon Ball: Evolution                           | Goku |                                                                    |  |
| Dragon's Crown                                   | Wizard |                                                                    |  |
| Dragoneer's Aria                                 | Ruslan L' Avelith |                                                                    |  |
| Drakengard 3                                     | Dito |                                                                    |  |
| Driver: San Francisco                            | Olika röstroller |                                                                    |  |
| Dungeons & Dragons: Dragonshard                  | Olika röstroller |                                                                    |  |
| Dying Light                                      | Manlig karaktär |                                                                    |  |
| Dynasty Warriors                                 | Sun Ce, Zhang He |                                                                    |  |
| Everstar                                         | Yona |                                                                    |  |
| Fallout: New Vegas                               | Ringo, Nolan McNamara, Aurelius of Phoenix, Male Courier, Olika röstroller                                                    |                                                                    |  |
| Final Fantasy IV                                 | Cecil Harvey |                                                                    |  |
| Final Fantasy XII                                | Reks | [ 1 ]                                                              |  |
| Final Fantasy XIII                               | Olika röstroller |                                                                    |  |
| Final Fantasy XIII-2                             | Olika röstroller |                                                                    |  |
| Fire Emblem: Awakening                           | Ricken | [ 1 ]                                                              |  |
| Fragile Dreams: Farewell Ruins of the Moon       | Olika röstroller |                                                                    |  |
| Game of Thrones                                  | Tom, Erik |                                                                    |  |
| Gears of War 3                                   | Olika röstroller |                                                                    |  |
| Ghostbusters: The Video Game                     | Olika röstroller |                                                                    |  |
| Gods Eater Burst                                 | Soma Schicksal |                                                                    |  |
| Grand Theft Auto V                               | The Local Population | [ 20 ] [ 21 ]                                                      |  |
| GRID                                             | Japanese Announcer |                                                                    |  |
| Growlanser: Heritage of War                      | Gaerik |                                                                    |  |
| Guild Wars 2                                     | Lord Faren, Job-o-tron/Hobo-tron/Ho-Ho-Tron, Noll, Olika röstroller                                                           |                                                                    |  |
| Guilty Gear 2: Overture                          | Sin, That Man | [ 22 ] [ 23 ]                                                      |  |
| Guilty Gear Xrd                                  | Bedman | [ 24 ]                                                             |  |
| Halo 4                                           | Olika röstroller |                                                                    |  |
| Hearthstone: Heroes of Warcraft                  | Olika minions |                                                                    |  |
| Hexyz Force                                      | Rafael Gemini |                                                                    |  |
| I Love Bees                                      | Kamal Zaman |                                                                    |  |
| Infex                                            | IngenBio Soldier | Interaktiv grafisk novell                                          |  |
| Ingress                                          | Dr. Oliver Lynton-Wolfe |                                                                    |  |
| Iron Brigade                                     | Jösef Kowalski |                                                                    |  |
| Jeanne d'Arc                                     | Roger | [ 1 ]                                                              |  |
| Kitaru                                           | Olika röstroller |                                                                    |  |
| Lego The Lord of the Rings                       | Olika karaktärer |                                                                    |  |
| Lego Marvel Super Heroes                         | Iceman |                                                                    |  |
| Lichdom: Battlemage                              | Hedaro |                                                                    |  |
| Lightning Returns: Final Fantasy XIII            | Olika röstroller |                                                                    |  |
| Lost Planet 2                                    | Olika röstroller |                                                                    |  |
| Magna Carta II                                   | Crocell | [ 1 ]                                                              |  |
| Mana Khemia 2: Fall of Alchemy                   | Razeluxe Meitzen |                                                                    |  |
| Maplestory                                       | Phantom (in the animations)                                                                                                   |                                                                    |  |
| Mass Effect 2                                    | Dr. Daniel Abrams, Feron |                                                                    |  |
| Mass Effect 3                                    | Ensign Jason Prangley, Olika röstroller                                                                                       |                                                                    |  |
| Medal of Honor                                   | Tech Sergeant Ybarra |                                                                    |  |
| Medal of Honor: Airborne                         | Olika röstroller |                                                                    |  |
| Medal of Honor: Rising Sun                       | Ichiro "Harry" Tanaka |                                                                    |  |
| Medal of Honor: Vanguard                         | Frank Keagan |                                                                    |  |
| Metal Gear Solid: Peace Walker                   | Soldiers, Extras | [ 1 ]                                                              |  |
| Metro 2033                                       | Olika engelska röstroller |                                                                    |  |
| Metro: Last Light                                | Engelsk röstroll | Även i Metro Redux-versionen                                       |  |
| Middle-earth: Shadow of Mordor                   | Människor |                                                                    |  |
| Mind Zero                                        | Leo Asahina |                                                                    |  |
| Murdered: Soul Suspect                           | Olika röstroller |                                                                    |  |
| MS Saga: A New Dawn                              | Tristan |                                                                    |  |
| Naruto-spelen                                    | Sasuke Uchiha | [ 1 ]                                                              |  |
| Need For Speed Rivals                            | Zephyr |                                                                    |  |
| Nier                                             | Jakob, Gideon |                                                                    |  |
| Ninja Blade                                      | Kuroh Sakamoto |                                                                    |  |
| No More Heroes 2: Desperate Struggle             | Charlie MacDonald, Jasper Batt Jr.                                                                                            | [ 1 ]                                                              |  |
| Operation Darkness                               | Edward Kyle |                                                                    |  |
| Persona 4 Arena                                  | Yosuke Hanamura | [ 32 ]                                                             |  |
| Persona 4 Arena: Ultimax                         | Yosuke Hanamura |                                                                    |  |
| Persona Q: Shadow of the Labyrinth               | Yosuke Hanamura | [ 33 ]                                                             |  |
| Phantasy Star 0                                  | Kai |                                                                    |  |
| Phoenix Wright: Ace Attorney - Dual Destinies    | Klavier Gavin |                                                                    |  |
| Power Rangers: Super Legends                     | Mighty Morphin Red Ranger, Omega Ranger, Future Omega Ranger                                                                  |                                                                    |  |
| Prince of Persia: The Two Thrones                | The Prince | [ 1 ]                                                              |  |
| Prince of Persia: The Forgotten Sands            | The Prince |                                                                    |  |
| Prince of Persia: The Sands of Time              | Prince | [ 1 ]                                                              |  |
| Prinny: Can I Really Be The Hero?                | Turmeric |                                                                    |  |
| Professor Layton and the Unwound Future          | Future Luke |                                                                    |  |
| Professor Layton and the Miracle Mask            | Randall Ascot |                                                                    |  |
| Prototype                                        | Olika röstroller |                                                                    |  |
| Prototype 2                                      | Olika röstroller |                                                                    |  |
| Rave Master                                      | Haru Glory |                                                                    |  |
| Rave Master: Special Attack Force!               | Haru Glory |                                                                    |  |
| Red Faction: Guerilla                            | Olika röstroller |                                                                    |  |
| Resident Evil: The Umbrella Chronicles           | Richard Aiken |                                                                    |  |
| Resident Evil 6                                  | Finn Macauley |                                                                    |  |
| Resistance 3                                     | Tommy Dean, Mathison, Tony | [ 1 ]                                                              |  |
| Rogue Galaxy                                     | Steve | [ 1 ]                                                              |  |
| Rune Factory 4                                   | Doug |                                                                    |  |
| Saints Row 2                                     | Shogo | [ 1 ]                                                              |  |
| Saints Row: The Third                            | Matt Miller, Radio Voices | [ 1 ]                                                              |  |
| Saints Row IV                                    | Matt Miller | [ 1 ]                                                              |  |
| SD Gundam Force: Showdown!                       | Bakunetsumaru |                                                                    |  |
| Silent Hill 3                                    | Vincent Smith (HD Collection)                                                                                                 |                                                                    |  |
| Silent Hill: Shattered Memories                  | John |                                                                    |  |
| Siren: Blood Curse                               | Howard Wright (uncredited) |                                                                    |  |
| Singularity                                      | Olika röstroller |                                                                    |  |
| Shadow of Destiny (PSP-versionen)                | Eike Kusch |                                                                    |  |
| Shadows of the Damned                            | Elliot, Demons | [ 1 ]                                                              |  |
| Shin Megami Tensei: Devil Summoner: Soul Hackers | Yuichi Haga |                                                                    |  |
| Shin Megami Tensei: Devil Survivor Overclocked   | Olika röstroller |                                                                    |  |
| Shin Megami Tensei IV                            | Olika röstroller |                                                                    |  |
| Shin Megami Tensei: Persona 3                    | Makoto Yuki | [ 1 ]                                                              |  |
| Shin Megami Tensei: Persona 4                    | Yosuke Hanamura/ Rolling Student                                                                                              | [ 1 ]                                                              |  |
| Skylanders: Giants                               | Fright Rider, Olika röstroller                                                                                                |                                                                    |  |
| Skylanders: Swap Force                           | Softpaw, Fright Rider, Olika röstroller                                                                                       | [ 34 ]                                                             |  |
| Skylanders: Trap Team                            | Trail Blazer, Fright Rider, Olika röstroller                                                                                  | [ 35 ] [ 36 ]                                                      |  |
| Sly Cooper: Thieves in Time                      | Sir Galleth Cooper | [ 1 ]                                                              |  |
| Soulcalibur IV                                   | Character Creation Male Voice 1                                                                                               |                                                                    |  |
| Soulcalibur V                                    | Patroklos Alexander |                                                                    |  |
| Spectral Force 3: Innocent Rage                  | Begina |                                                                    |  |
| S.T.A.L.K.E.R.: Call of Pripyat                  | Olika röstroller |                                                                    |  |
| S.T.A.L.K.E.R.: Clear Sky                        | Olika röstroller |                                                                    |  |
| S.T.A.L.K.E.R.: Shadow of Chernobyl              | Olika röstroller |                                                                    |  |
| Star Ocean: First Departure                      | Roddick Farrence | [ 1 ]                                                              |  |
| Star Wars: The Old Republic                      | Olika röstroller |                                                                    |  |
| Sunset Overdrive                                 | Manlig spelarkaraktär |                                                                    |  |
| Tales of the Abyss                               | Luke fon Fabre, Asch |                                                                    |  |
| Tales of Xillia 2                                | Kyle, Olika röstroller |                                                                    |  |
| Teenage Mutant Ninja Turtles: Out of the Shadows | Donatello |                                                                    |  |
| The Amazing Spider-Man                           | Olika röstroller |                                                                    |  |
| The Black Glove                                  | Mr. Cribbage |                                                                    |  |
| The Bureau: XCOM Declassified                    | Nils |                                                                    |  |
| The Evil Within                                  | Joseph Oda |                                                                    |  |
| The Last of Us                                   | Olika röstroller |                                                                    |  |
| The Lego Movie Videogame                         | Olika röstroller |                                                                    |  |
| The Lord of the Rings: Conquest                  | Frodo, Elven Officer, Rohan Officer                                                                                           | [ 1 ]                                                              |  |
| The Lord of the Rings: War in the North          | Frodo | [ 1 ]                                                              |  |
| The Wonderful 101                                | Wonder-White, Additional Wonderful Ones                                                                                       | [ 1 ]                                                              |  |
| There Came an Echo                               | Adam |                                                                    |  |
| Tom Clancy's EndWar                              | Olika röstroller |                                                                    |  |
| Trauma Center: Second Opinion                    | Derek Stiles |                                                                    |  |
| Trauma Center: New Blood                         | Derek Stiles, Leland Phoenix                                                                                                  |                                                                    |  |
| Trauma Center: Under the Knife 2                 | Derek Stiles |                                                                    |  |
| Trauma Team                                      | Little Guy, Derek Stiles, Joshua Cunningham, Samuel Trumbull                                                                  |                                                                    |  |
| Transformers: The Game                           | Olika röstroller |                                                                    |  |
| Tron: Evolution                                  | Olika röstroller |                                                                    |  |
| Tron: Evolution - Battle Grids                   | Your Program |                                                                    |  |
| Unchained Blades                                 | Hector |                                                                    |  |
| Uncharted: Drake's Fortune                       | Mercenaries | [ 1 ]                                                              |  |
| Uncharted 2: Among Thieves                       | Serbian Soldiers | [ 1 ]                                                              |  |
| Uncharted 3: Drake's Deception                   | Serbian Soldiers | [ 1 ]                                                              |  |
| Urban Reign                                      | KG |                                                                    |  |
| Valkyrie Profile 2: Silmeria                     | Dallas |                                                                    |  |
| Warriors Orochi                                  | Sun Ce, Zhang He |                                                                    |  |
| Watchmen: The End Is Nigh                        | Voice-over actors | [ 46 ]                                                             |  |
| WildStar                                         | Aethros, Dr. Varen, Blade Wind The Invoker, Rusty, Aileron, Mnemsis, Pyrobane, Warden Rhadmina, High Shaman, Aurin Male, Pell | [ 47 ]                                                             |  |
| Xenosaga Episode III: Also sprach Zarathustra    | Kevin Winnicot | [ 1 ]                                                              |  |
| X-Men: Destiny                                   | Nightcrawler, Additional VO                                                                                                   | [ 1 ]                                                              |  |
| Yggdra Union                                     | Roswell Branthèse |                                                                    |  |
| Young Justice: Legacy                            | Icicle Jr., Tempest/Garth, Lagoon Boy                                                                                         | [ 1 ]                                                              |  |

## Böcker
- Lowenthal, Yuri; Platt, Tara (2010). Voice-Over Voice Actor: What It's Like Behind the Mic. Bug Bot Press. 259pp. ISBN 9780984074006. OCLC 429727108. http://books.google.com/books?id=xzDm0zx_6qIC.
- Lowenthal, Yuri; Ikeda_Barry, Keith (2013). Tough City. Bug Bot Press. 117pp. ISBN 9780984074013. OCLC 849762751. http://bugbotpress.com/tough-city/.